# Lai Choi San
Lai Choi San  (Muntanya de Riquesa) fou una pirata xinesa del segle xx. L'única evidència de la seva existència és el llibre I Sailed With Pirates, d'Aleko Lilius, publicat l'any 1931, on es diu que era la dona pirata més poderosa i coneguda de la història xinesa, possiblement només superada per Ching Shih, del segle anterior.

## Carrera

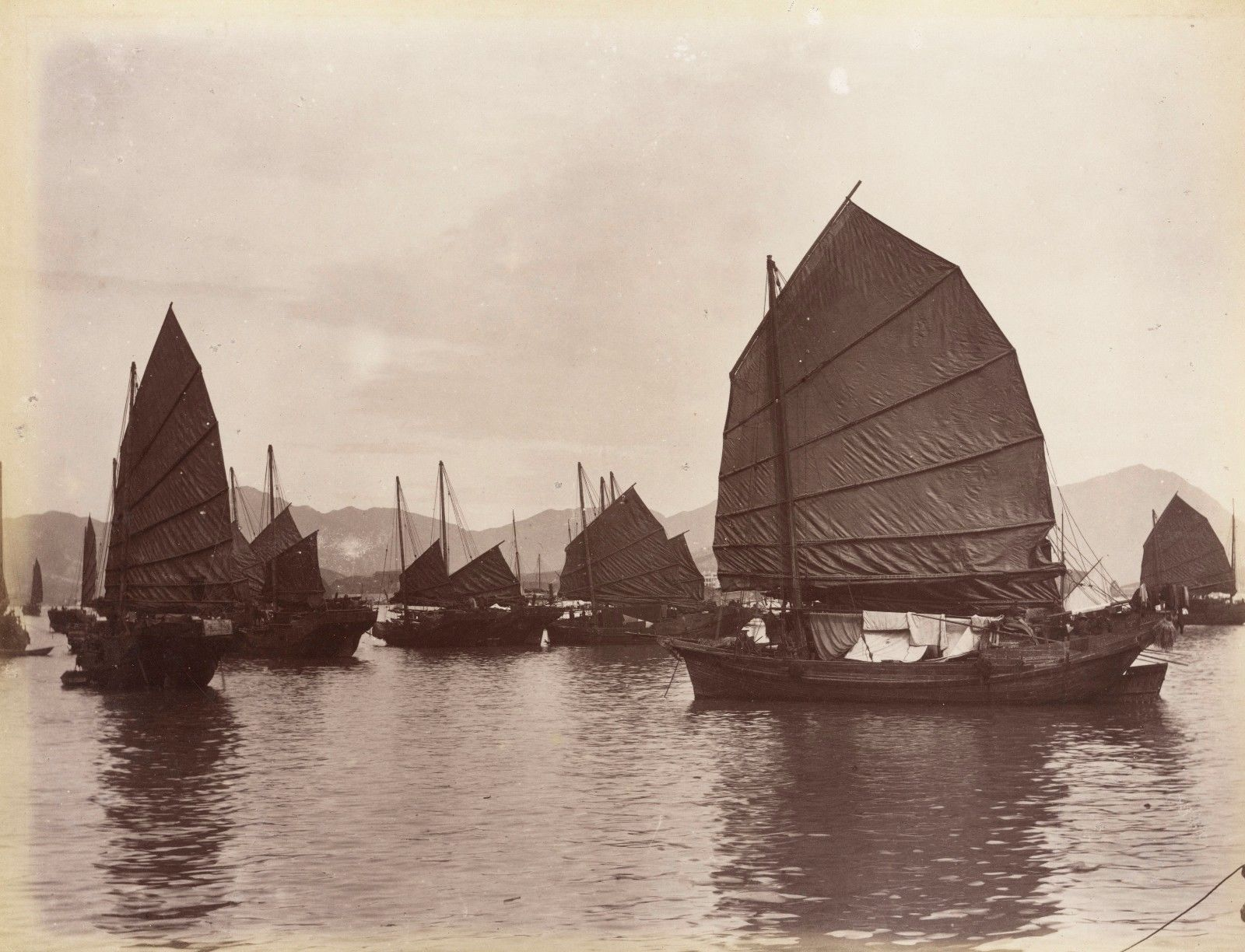
La flota de Lai Choi San es componia principalment de joncs preparats pel combat

Comandà una flota de 12 juncs a l'àrea de Macau i el Mar de la Xina Meridional durant els anys 1920-1930. Tot i així, també operà sovint el mar de la Xina Oriental i, en ocasions, el Mar de Sulu, a prop de Palawan a les Illes Filipines. Laoi Choi San fou una de les nombroses pirates que Lulis situava a final de la dècada de 1920. Descrivia la seva flota com, "una dotzena de senzilles naus amb canons d'aspecte medieval i dues de modernes. Al llarg d'unes baranes decrèpites hi havien posat pesades planxes metàl·liques". La seva tripulació eren descrits com a ladrones pels portuguesos i, d'acord amb Luluis, eren "gents sense por, homes musculosos de pit nu que portaven barrets de punta ampla i es lligaven bandanes vermelles al coll i al cap". Lai Choi San ha estat vista com una "Robin Hood" femenina, tot i que tant ella com la seva tripulació cobraven als mercaders locals a canvi de protecció i operaven amb poca interferència de les autoritats xineses o portugueses des que va heretar la flota després de la mort del seu pare.

## Influència en la cultura
A Missee Lee, novel·la juvenil ambientada en la Mar de la Xina Meridional, l'embarcació és capturada per un personatge que comparteix molts trets amb Lai Choi San. Missee Lee, qui comanda una flotilla de juncs armats tripulats per musculosos pirates xinesos.
Lai Choi San serví també de model per a Dragon Lady, una de les vilanes aparegudes en la sèrie de còmics, radio i televisió Terry and the Pirates. El creador de la sèrie, Milton Caniff, reconeixeria més tard que s'havia inspirat en ella després de llegir-ne la història. La imatge de Lai Choi San quedaria fortament lligada a la influència d'aquest personatge, essent retratada com vilana de gran bellesa i cor fred.
En un altre llibre titulat Los Futbolisímos, de Roberto Santiago, una lladre espanyola anomenada Almudena García, usa el pseudònim de Laoi Chai San.